# Сандомирско-Силезская операция
Сандомирско-Силезская операция — наступательная операция войск 1-го Украинского фронта под командованием Маршала Советского Союза И. С. Конева в Великой Отечественной войне. Проведена с 12 января по 3 февраля 1945 года, являлась составной частью стратегической Висло-Одерской операции.
Целями операции являлись разгром Кельце-Радомской группировки противника, освобождение Южной Польши, выход к Одеру, захват плацдарма на его левом берегу и создание выгодных условий для проведения операций на берлинском и дрезденском направлениях.

## Силы сторон

### Германия
Командование вермахта придавало особенно важное значение обороне на Сандомирско-Силезском направлении, поскольку оттуда был кратчайший путь в Центральную Германию. Немцы подготовили от 5 до 7 оборонных рубежей общей глубиной 300—450 километров. Под контролем немцев были укреплённые города Островец-Свентокшиский, Скаржиско-Каменна, Кельце, Хмельник, Пиньчув, Вроцлав, Глогув, Краков, Радомско, Ченстохова и другие. На фронте оборонялись 4-я танковая и 17-я полевая армии под командованием генерала-полковника Йозефа Гарпе.

### СССР
Со стороны СССР для операции были подготовлены части 1-го Украинского фронта, куда вошли 3-я и 5-я гвардейские армии; 6-я, 13-я, 21-я, 52-я, 59-я и 60-я полевые армии; 3-я гвардейская танковая армия и 4-я танковая армия, 4-й гвардейский танковый корпус, 31-й и 25-й танковые корпуса, 7-й гвардейский механизированный корпус, 1-й гвардейский кавалерийский корпус и 2-я воздушная армия. По плану СССР, главный удар нужно было нанести с Сандомирского плацдарма в направлении на Хмельник, Радомско и Вроцлав, чтобы прорвать оборону противника. После ввода в бой танковых частей оборону нужно было разделить на всю глубину противостоящей группировки противника и по частям уничтожить его войска при поддержке 1-го Белорусского фронта, который проводил Варшавско-Познанскую операцию.

## Расстановка сил
При ширине линии фронта до 230 км прорыв обороны происходил на участке длиной 39 км, где располагались силы 13-й, 52-й, 60-й полевых и 3-й и 5-й гвардейских армий. На правом фланге ударной группировки располагались силы 6-й и 3-й гвардейских армий, которые при поддержке сил 1-го Белорусского фронта должны были окружить и разгромить Островецко-Опатувскую группировку немецкой армии. На левом фланге располагались войска 60-й и 59-й армий (они вступали в бой на 2-й день операции), которые действовали при поддержке сил 4-го Украинского фронта, воевавшего близ Кракова.
В связи с большим масштабом операции у войск фронта была глубокая оперативная постройка: во втором эшелоне находились 21-я и 59-я армии, а в резерве были 7-й гвардейский механизированный и 1-й гвардейский кавалерийский корпуса. 3-я гвардейская и 4-я танковая армии составляли подвижную боевую группу. Всего в каждой части насчитывалось по два—три эшелона. На Сандомирском плацдарме были сосредоточены 11934 артиллерийских орудий и миномётов, 1434 танка и самоходных артиллерийских установок, что позволяло усилить натиск на позиции противника: на километр фронта приходилось до 230 орудий и 21 танка непосредственной поддержки пехоты.

## Ход операции
По предварительным оценкам командования СССР операцию планировалось начать 20 января, однако с учётом тяжёлого положения союзных войск США, Великобритании и Франции, которые отбивали наступление немцев в Арденнах, Ставка Верховного Главнокомандования дала приказ о начале наступления 12 января 1945.

### Артподготовка
Наступление началось в 5 часов утра после 15-минутного артиллерийского обстрела. Передовые батальоны с ходу заняли первые и вторые траншеи на линии обороны противника. В 10:00 после корректировки целей началась артиллерийская подготовка. Авиационная подготовка не проводилась из-за неблагоприятного прогноза погоды. Ещё до окончания артиллерийской подготовки советские войска организовали ложную атаку, после которой был проведён ещё один мощный артобстрел. Вскоре в наступление пошли главные силы фронта, которые уже за два часа овладели двумя позициями главной линии обороны противника. Для быстрого завершения прорыва тактической зоны обороны во второй половине дня в бой были введены обе танковые армии, что позволило за день прорвать главную линию защиты немцев.

### Расширение коридора
13 января противник попытался ответить фланговым контрударом 24-го танкового корпуса, нанося его с северной стороны против сил 4-й танковой армии, но не добился успеха. При поддержке 400 штурмовиков и бомбардировщиков советские войска близ Хмельника разгромили крупную ударную группировку немцев. За два дня войска продвинулись на 25—40 км, расширив ширину коридора до 60 км, и овладели городами Шидлув, Стопница, Хмельник, Буско-Здруй, Веслица и другими.

### Выход к Кракову
Утром 14 января главные силы ударной группировки продолжили преследование противника и в результате 17 января форсировали реки Пилица и Варту. Части 3-й гвардейской армии в районе Скаржиско-Скаменной объединились с войсками 1-го Белорусского фронта и уничтожили основные силы 42-го армейского корпуса. Тем временем 59-й и 60-й армии удалось выйти к Кракову, чему предшествовало часовое наступление сил 4-го Украинского фронта в рамках Западно-Карпатской операции. Хорошая погода позволила привлечь крупные силы авиации, которая за шесть дней наступления совершила более 6 тысяч вылетов. К 17 января были разгромлены основные силы 4-й танковой армии Германии, а 4-й Украинский фронт добил 17-ю полевую армию и позволил сократить время выполнения задачи на 4—5 дней при продвижении на 150 км. Войска правого крыла продолжили стремительное наступление к Вроцлаву.
На левом фланге 59-й и 60-й армиям удалось 19 января овладеть Краковом. Совместно с 21-й армией, которая вошла в бой на рубеже реки Варты, завязался бой за Силезский промышленный район. Для удара в тыл противника, оборонявшегося в Силезии, на юг были отправлены силы 3-й гвардейской танковой армии и 1-го гвардейского кавалерийского корпуса. Создалась реальная возможность разделить силы немцев и разгромить их поодиночке. Однако советское командование не хотело разрушать промышленные объекты и позволило немцам отступить. К 30 января Силезский промышленный район был полностью освобождён и передан под контроль правительства Польши.

### Вступление на территорию Силезии
Войска, которые наступали на Вроцлавском направлении, с 22 по 25 января приближались к Одеру, взяв по пути Кебен и Оппельн, форсировали реку в нескольких местах, овладели плацдармами и к 3 февраля закрепились на левом берегу. Сандомирско-Силезская операция была де-факто завершена, а войска на плацдармах Одера начали готовиться к Нижнесилезской операции.

## Итоги операции
В результате этой операции войска 1-го Украинского фронта разгромили 4-ю танковую армию и основные силы 17-й полевой немецкой армии. При поддержке 1-го Белорусского и 4-го Украинского фронтов советскими войсками была освобождена южная часть Польши, в том числе важнейший Силезский промышленный район. Боевые действия перенеслись на территорию Германии, а направления на Берлин и Дрезден были де-факто открыты.
В военном искусстве Сандомирско-Силезская операция считается образцом глубокой фронтовой наступательной операции: войска 1-го Украинского фронта продвинулись на расстояние до 400—500 км при темпе наступления в 25 км за день. Помимо этого, она отличается мастерским манёвром оперативных объединений с целью окружения и обхода группировок противника как в тактической, так и в оперативной глубине.
Успех операции был достигнут благодаря высокой концентрации сил и глубоким оперативным построением войск фронта и армий, что обеспечило нанесение сокрушительного удара при прорыве и развитии наступления на большую глубину с форсированием ряда водных преград. Решающую роль в быстром развитии наступления сыграли танковые армии и отдельные танковые корпуса, однако достаточно большую помощь войскам оказала и авиация, которая наносила удары по колоннам противника, узлам дорог, мостам и переправам.
Советские войска проявили массовый героизм в ходе операции и высокое мастерство боя. Наиболее ярко отличившимся воинским формированиям были присвоены почётные наименования:
- 28 дивизий получили почётное наименование «Келецкая»;[1].
- 27 — «Ченстоховская»;[2].
- 10 — «Петроковская»;[3].
- 24 — «Краковская»;[4].
- 16 — «Силезская»;
- 8 — «Домбровская»;[5].
- 23 — «Катовицкая»;[6].
- 54 — «Одерская».